# 云锦

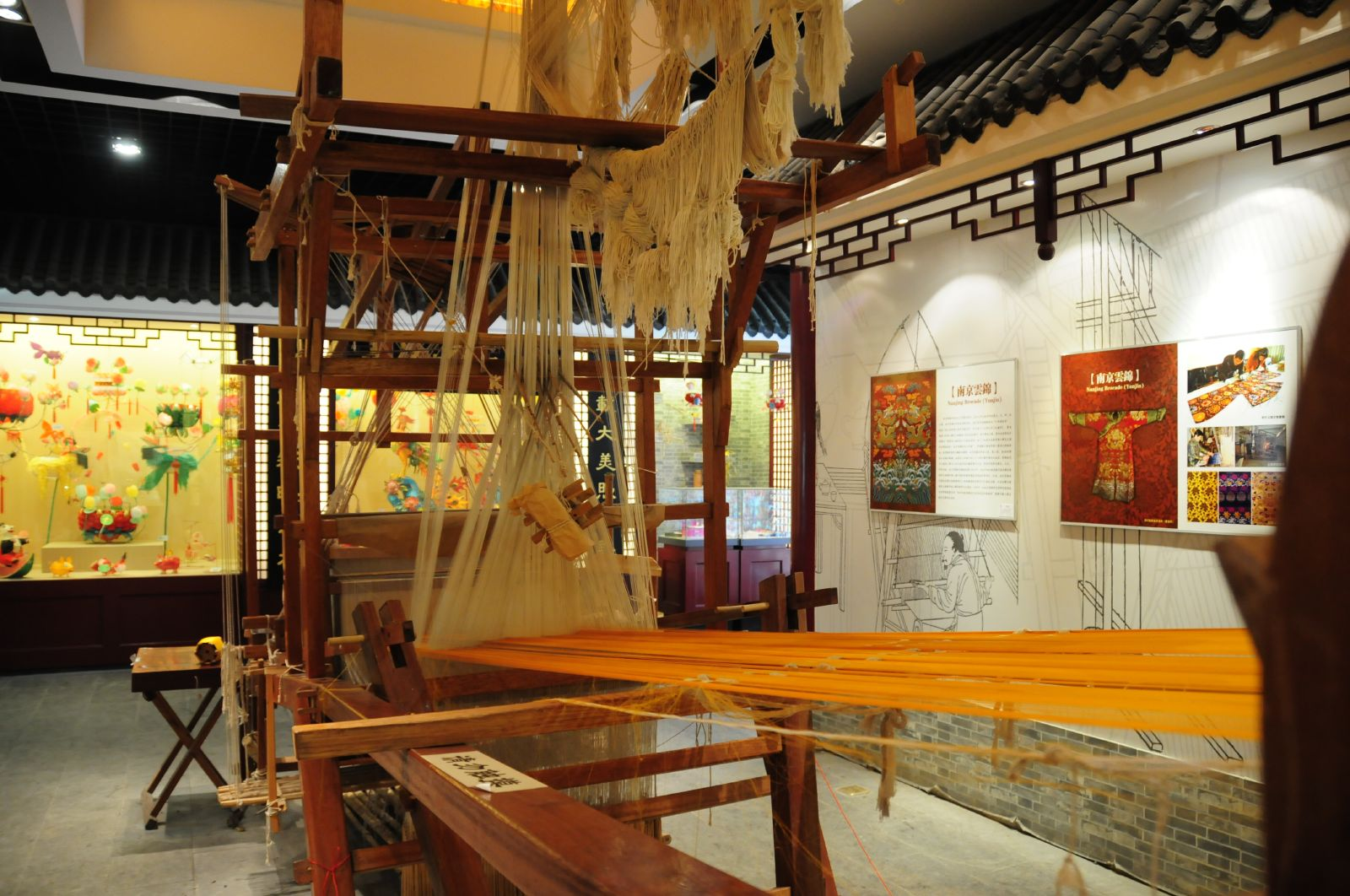
专用于云锦织作的大花楼木质提花织机

云锦是一种中国传统提花丝织锦缎，为南京特产。因其图案绚丽、纹饰华美如天上云霞而得名，与四川蜀锦、苏州宋锦并称“中国三大名锦”。云锦至今有约1600年的历史。东晋义熙十三年（417年）在建康设锦署，被认为是云锦正式诞生的标志。从元代开始，云锦一直为皇家服饰御用贡品。清代设有“江宁织造署”。云锦织造工艺是中国传统束综提花机中最复杂的一种，采用15世纪发明的云锦妆花环形大花楼木织机由两人配合织造。云锦有“织金”、“库锦”、“库缎”、“妆花”等主要品种流传至今。现在南京设有南京云锦研究所进行云锦的织作和研究。
2009年9月30日，南京云锦织造技艺入选联合国教科文组织《人类非物质文化遗产代表作名录》。

## 相关图片

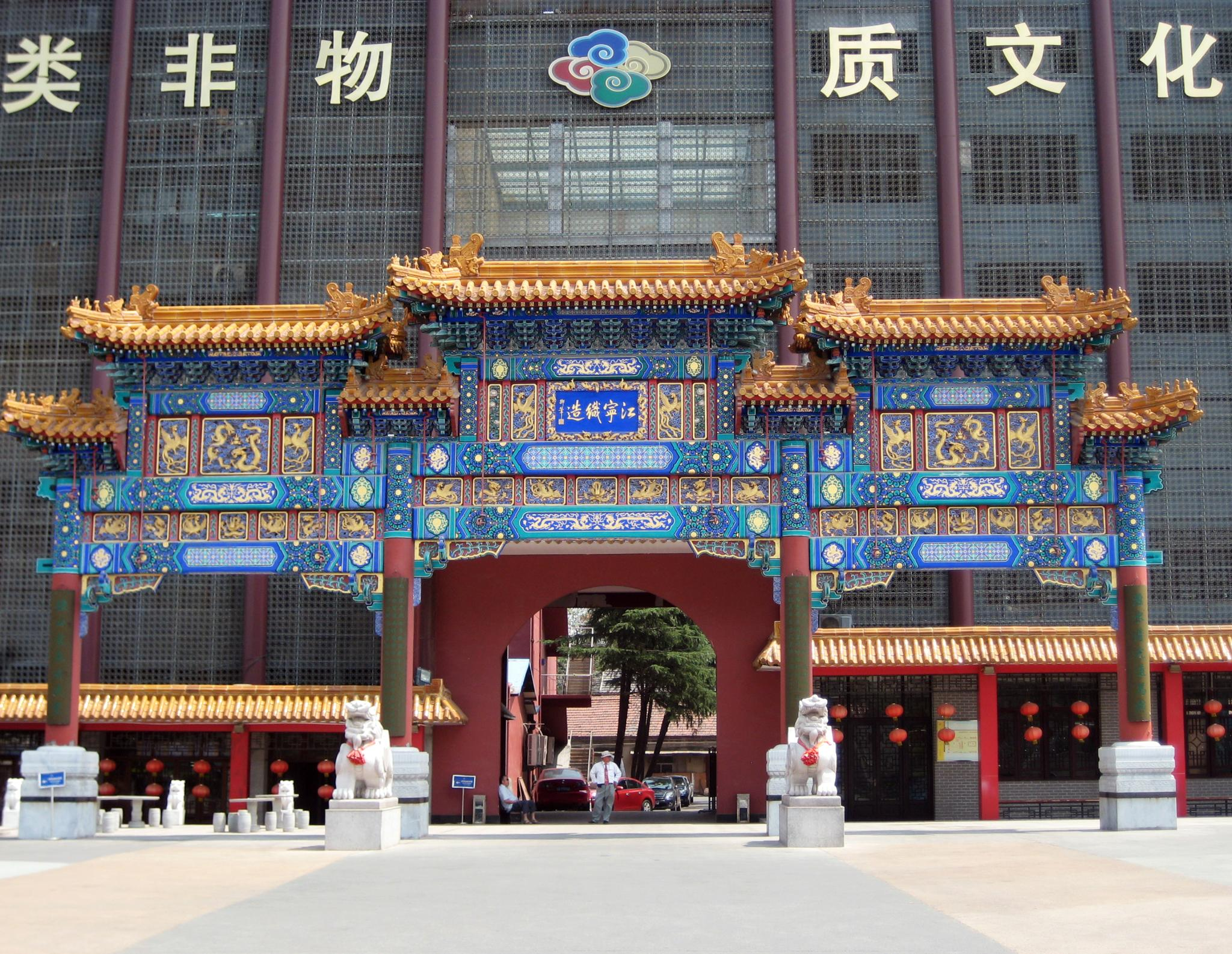
南京云锦研究所新建的江宁织造牌坊
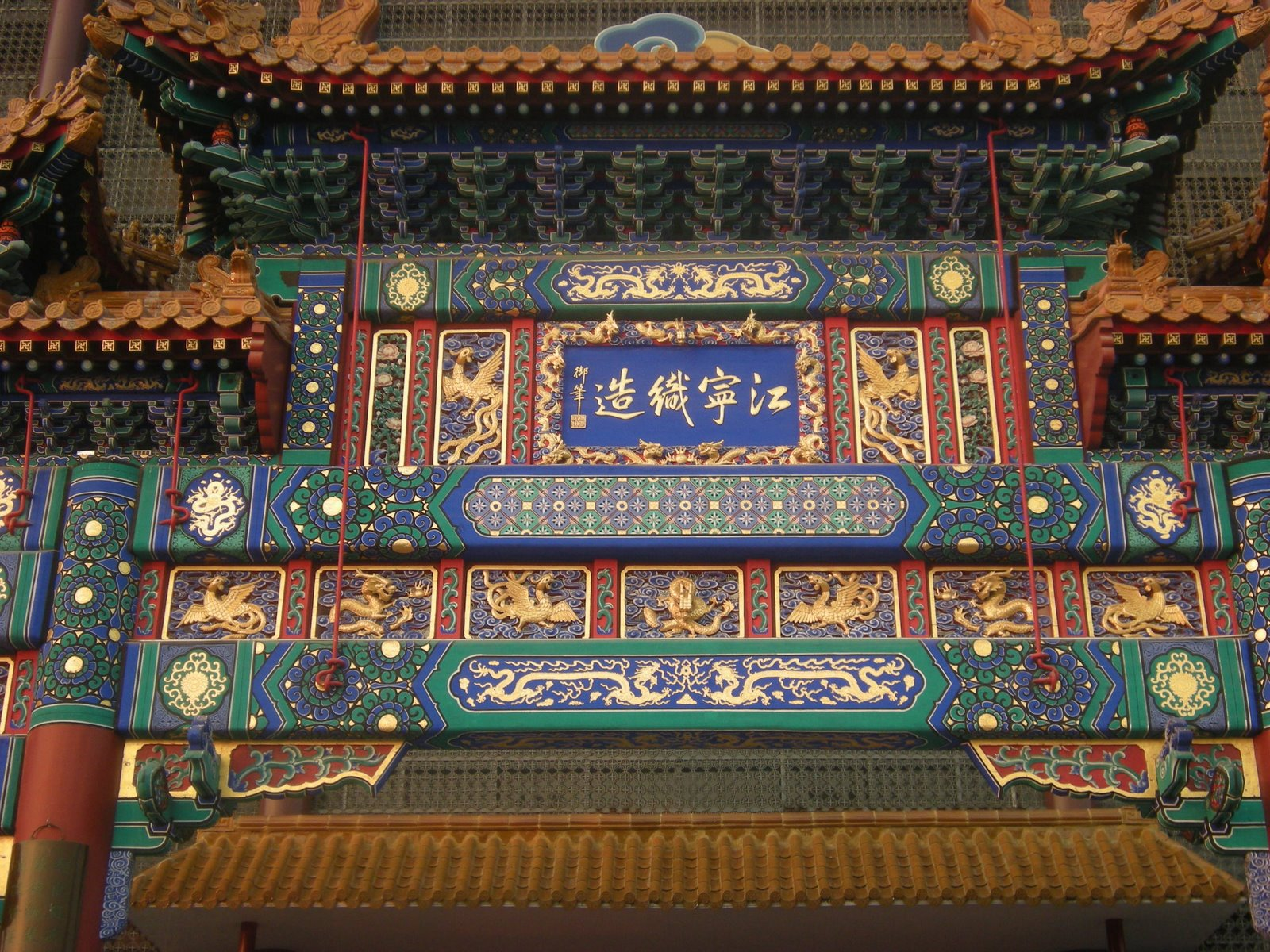
牌坊细节